# Firmin Michiels

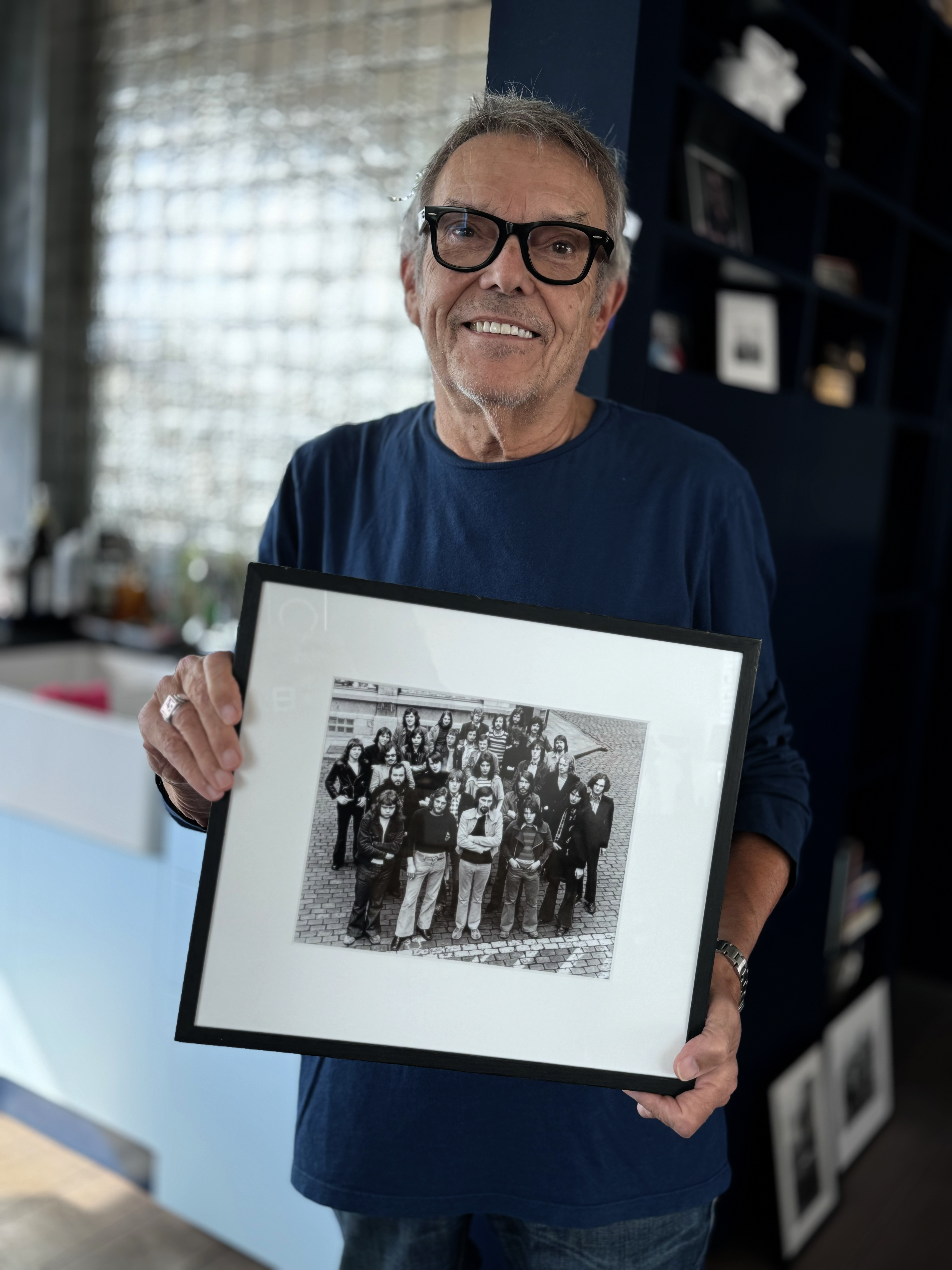
Firmin Michiels poseert met zijn foto van de Leuvense Scene

Firmin Michiels (Dendermonde, 1950) is een Vlaamse muziekproducer en A&R-verantwoordelijke in de rock- en popmuziek. 

## Carrière
Michiels richtte in 1968 samen met Erik van Neygen de country/folk groep Pendulum op. Later speelde hij in de band van Kris de Bruyne en lag mee aan de basis van de "Leuvens Scene", een groep muzikanten (met onder meer Raymond van het Groenewoud) die de Nederlandstalige rock in Vlaanderen op de kaart zetten.
In 1974 begon hij als promotiejongen bij platenfirma Barclay. In 1976 werd hij marketingdirecteur bij platenmaatschappij PolyGram waar hij onder andere The Kids, Jo Lemaire en De Kreuners op het label tekende.
Van 1986 tot 2000 was hij marketingmanager en managing director bij Virgin Records in België waar hij onder andere werkte aan de producties en carrières van Arno, Axelle Red, band en Laïs, maar ook Mama’s Jasje en Get Ready.
Van 2001 tot 2004 was hij vicepresident A&R (Europa) voor Virgin Records en EMI Music . Vanaf  2007 was hij directeur van Strictly Confidential Paris, de publishing arm van platenmaatschappij PIAS. In 2015 verliet hij Parijs om zich volledig te concentreren op productiewerk.
Andere artiesten die hij begeleidde met hun carrière waren onder meer Dead Man Ray, Hooverphonic, Zap Mama, Yasmine, Zita Swoon, Bobbejaan Schoepen, Jeff Bodart en Adamo.